# UTC+6:30
UTC+6:30 je vremenska zona. 

## Kao standardno vreme (cele godine)
- Mjanmar

Zavisne teritorije:
- Kokosova ostrva (Australija)